# Citroën C35

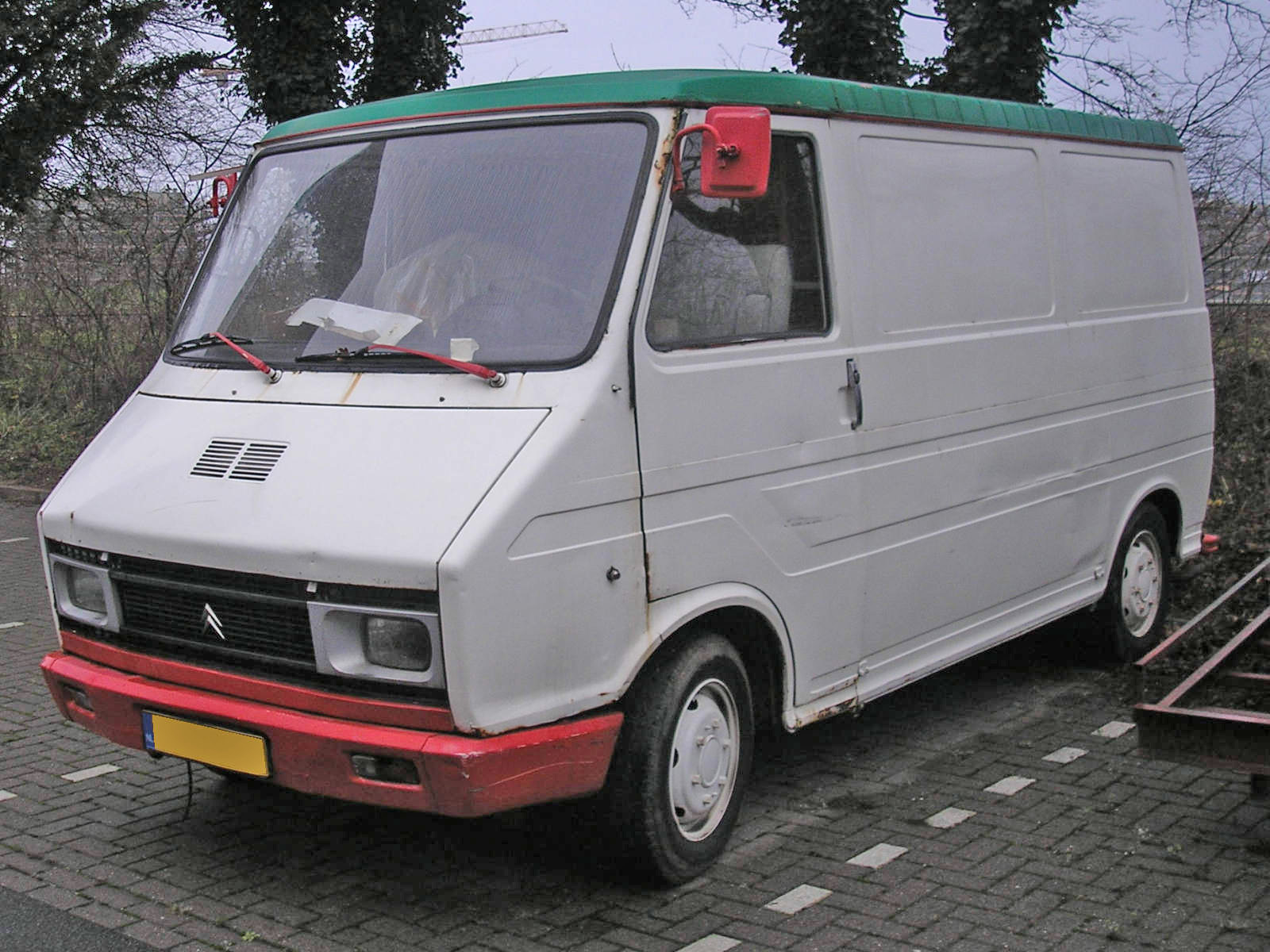
Citroën C35 (1980)

Citroën C35 je nákladní automobil, který vyráběla francouzská automobilka Citroën, divize skupiny PSA, v letech 1981 až 1991. Vyráběl se ve dvou verzích, C35 měla nosnost 3,5 t a slabší C32 měla nosnost 3,2 t. Celkem bylo vyrobeno přibližně 145 000 kusů.
C25 nahradil svého předchůdce Citroën K a Citroën HY. C35 využíval k odpružení torzní tyče podobně jako typ HY. Měl nosnost 3,5 t (odtud název C35). Stal se konkurenčním modelem pro Peugeot J7 a J9. Automobil se vyráběl do roku 1987 v Itálii. Po ukončení výroby Fiatu 242 v roce 1987 se přesunula výroba do Francie.
V roce 1984 prošel model faceliftem, dostal novou přední masku, palubní desku a drobné inovace. Zlepšila se protikorozní ochrana, která v prvních modelech nebyla dostatečná. V roce 1991 byla výroba ukončena, celkový počet vyrobených vozů přesáhl 145 000. V roce 1992 skončil doprodej modelů a jeho nástupcem se stal Citroën Jumper.